# تالدی
تالدی (قزاقی: Талды) یک رودخانه در استان قراغندی کشور قزاقستان است.